# Ivan Tennant-emlékdíj
Az Ivan Tennant-emlékdíj egy díj, melyet az Ontario Hockey League-ben osztanak ki annak a fiatal jégkorongozónak, aki a legjobb középiskolás. A díjat Ivan Tennantról nevezték el, aki sokat tett a jégkorongért. Először 2005-ben adták át a díjat.

## A díjazottak
| Szezon    | Játékos           | Csapat             |
| --------- | ----------------- | ------------------ |
| 2014–2015 | Stephen Dhillon   | Niagara IceDogs    |
| 2013–2014 | Adam Craievich    | Guelph Storm       |
| 2012–2013 | Connor Burgess    | Sudbury Wolves     |
| 2011–2012 | Adam Pelech       | Erie Otters        |
| 2010–2011 | Andrew D'Agostini | Peterborough Petes |
| 2009–2010 | Dougie Hamilton   | Niagara IceDogs    |
| 2008–2009 | Freddie Hamilton  | Niagara IceDogs    |
| 2007–2008 | Alex Friesen      | Niagara IceDogs    |
| 2006–2007 | Andrew Shorkey    | Owen Sound Attack  |
| 2005–2006 | Joe Pleckaitis    | Ottawa 67's        |
| 2004–2005 | Matt Pelech       | Sarnia Sting       |